# Kwong Siu-hing

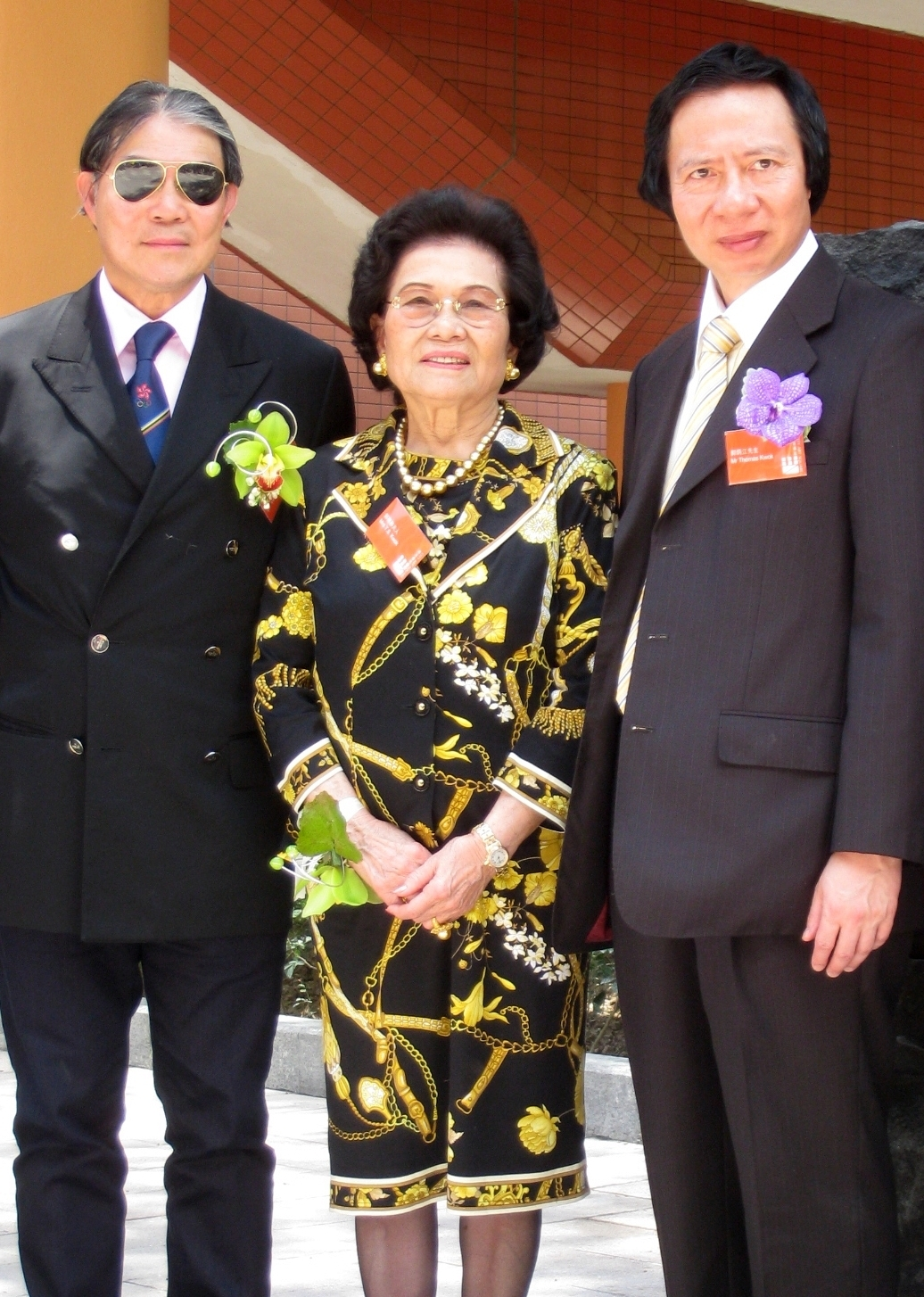
Timothy Fok, Kwong Siu-hing (Mitte) und ihr Sohn Thomas (Rechts), 2008

Kwong Siu-hing (chinesisch 鄺肖卿 / 邝肖卿, Pinyin Kuàng Xiàoqīng, Jyutping Kwong3 Ciu3hing1, gelegentlich auch Kwok Kwong Siu-hing, 郭鄺肖卿 / 郭邝肖卿; * 2. Dezember 1929 in Huadu (heute Bezirk von Guangzhou) in der Provinz Guangdong, China) ist die Matriarchin der Hongkonger Unternehmerfamilie Kwok. Sie kontrolliert das Firmenkonglomerat Sun Hung Kai Properties, den größten Immobilienentwickler in Hongkong. Im Jahr 2023 kontrollierte Kwong über einen Familientrust etwa 27,53 % der Aktien von SHK Properties und galt als größte Aktionärin des Unternehmens. Der Fond wies im Juli 2023 ein Nettovermögen von 12,3 Milliarden Dollar auf. Laut Forbes war Kwong auf Platz 126 der reichsten Menschen weltweit und in Hongkong auf Platz sechs der reichsten Personen der Stadt.

## Leben
Kwong zog 1947 von Guangzhou nach Hongkong und heiratete im Alter von 20 Jahren Kwok Tak-seng (郭得勝, 1911–1990), einen der drei Gründer von Sun Hung Kai Enterprises.
Sie ist die Mutter von Walter, Thomas und Raymond, die alle an der Leitung des Unternehmens beteiligt sind oder waren. Nach dem Tod von Kwok Tak-seng im Jahr 1990 übernahm der älteste Sohn Walter die Leitung von SHK Properties.
1997 verhandelte Kwong, nachdem ihr Sohn Walter von dem Berufsverbrecher Cheung Tze-keung, genannt „Big Spender“, gekinapped wurde, persönlich das Lösegeld mit Cheung in Höhe von 76,92 Millionen US-Dollar und erwirkte, nach Zahlung dieser Summe, die Freilassung ihres Sohnes. Cheung der bereits 1996 den Sohn des Hongkonger Milliardärs Li Ka-shing gekidnapped hatte und gegen eine Lösegeldzahlung von 128 Millionen US-Dollar freiließ, wurde 1998 in China festgenommen, verurteilt und hingerichtet. Im Nachgang der Hinrichtung kamen Spekulationen auf, die Familien Li und Kwok hätten die Verhaftung Cheungs in Festlandchina betrieben, da er nur dort, im Gegensatz zu Hongkong, zum Tode verurteilt werden konnte.
Kwong wurde 2008 inmitten eines heftigen Konflikts um die Kontrolle von SHK, zwischen Walter und seinen Brüdern, zur Vorsitzenden ernannt. Sie entfernte ihren Sohn Walter aus den Leitungsgremien des Familientrusts, weil sie seine mentale Gesundheit in Zweifel zog. 2014 rehabilitierte sie ihn. Sie galt als graue Eminenz des Konzerns, Medien verglichen ihre Konzernführung mit der Geschäftsführung eines Tante-Emma-Ladens, weil sie unternehmensrelevante Fakten, wie zum Beispiel die Entführung ihres Sohnes Walters, erst Jahre später publik machte.
Sie trat 2011 als Vorsitzende zurück und gab die Unternehmensführung an ihre Söhne Raymond und Thomas ab. Sie hält aber 2023 immer noch den größten Anteil an dem Unternehmen und kontrolliert über einen Familientrust mit mehr als 40 Prozent der Aktien.